# I’m Your Angel
I’m Your Angel (englisch für „Ich bin dein Engel“) ist ein Duett der kanadischen Sängerin Céline Dion und des US-amerikanischen Musikers R. Kelly, das im September 1998 erschien.

## Entstehung und Veröffentlichung
I’m Your Angel ist ein Liebeslied, das vom Mitinterpreten R. Kelly getextet, komponiert und produziert wurde.
Die Erstveröffentlichung von I’m Your Angel erfolgte als Single am 21. September 1998 bei Columbia Records. Diese erschien unter anderem als 2-Track-CD-Single, mit der von Dion gesungenen B-Seite S’il suffisait d’aimer (Katalognummer: 666591 1) sowie als CD-Maxi-Single, die um den von Kelly interpretierten Titel I Can’t Sleep Baby (If I) erweitert wurde (Katalognummer: 666591 2). Am 31. Oktober 1998 erschien das Lied zunächst als Teil von Dions dritten Studioalbum These Are Special Times (Katalognummer: 492730 2), im deutschsprachigen Raum auch als Ihre schönsten Weihnachtslieder bekannt; sowie am 10. November desselben Jahres als Teil von Kellys dritten Studioalbum R. (Katalognummer: Jive 0517932).

## Musikvideo
Das Musikvideo zu I’m Your Angel unter der Regie von Bille Woodruff wurde am 19. Oktober 1998 uraufgeführt.

## Rezeption

### Preise
Bei den Grammy Awards 1999 wurde das Lied unter der Kategorie Beste Pop-Zusammenarbeit mit Gesang nominiert, verlor jedoch gegen I Still Have That Other Girl von Elvis Costello und Burt Bacharach.

### Rezensionen
Chuck Taylor vom Billboard schrieb, dass „diese wunderbar zurückhaltende Ballade mit den anmutigsten Gesangsdarbietungen begeistert, die einer dieser Künstler je im Radio geboten hat“. Taylor kommentierte: „Was das Dach anhebt, ist die elegante, epische instrumentale Basis des Stücks, die mitreißende Streicher, einen gefühlvollen Chor und einen sanften, aber entschlossenen perkussiven Drive umfasst.“ Er fuhr fort, dass es „sich an der Bridge gut verkauft, wo die Instrumentierung abfällt und Kelly und Dion in einer wunderschönen Molltonart harmonieren – es macht den Song wirklich aus“.
Launch Yahoo schrieb: „Die Ballade, die alle Balladen schlägt, ist sein Duett mit Celine Dion, I’m Your Angel, das, wenn es nicht in derselben Woche veröffentlicht würde, zweifellos die Charts anführen könnte.“
Stephen Thomas Erlewine von AllMusic bewertete es als Highlight auf R. und nannte es eine „schwebende Ballade“.
Eine gemischte Kritik kam von Chris Willman, dem Redakteur von Entertainment Weekly: "Dions ernsthafter Blick auf den Lennon aus der Vietnam-Ära ist der Heuler Nr. 1. Nr. 2 ist ihr Duett mit R. Kelly, "I’m Your Angel", ein Stück schwammiger Pseudo-Gospel, das man besser "Touched by a Marketing VP" nennen könnte.
David Browne von EW schrieb: „Wenn R. aufhört – mit I Believe I Can Fly und I’m Your Angel, einem Duett mit Dion – hat Kelly seinen Crossover-Traum verwirklicht.“
Rob Sheffield vom Rolling Stone schrieb: „Jeder Gaststar, der Kellys Salon betritt, geht besser aus dem Erlebnis hervor – sogar Celine Dion, die menschliche Anti-NAFTA-Petition, deren Tanz im VH1-Divas-Special nach strengeren Arbeitsvisa-Kontrollen schrie.“

## Kommerzieller Erfolg

### Chartplatzierungen
| ChartsChartplatzierungen       | Höchstplatzierung | Wochen |
| ------------------------------ | ----------------- | ------ |
| Deutschland (GfK)              | 14 (14 Wo.)       | 14     |
| Österreich (Ö3)                | 13 (12 Wo.)       | 12     |
| Schweiz (IFPI)                 | 7 (15 Wo.)        | 15     |
| Vereinigte Staaten (Billboard) | 1 (23 Wo.)        | 23     |
| Vereinigtes Königreich (OCC)   | 3 (15 Wo.)        | 15     |

| ChartsJahrescharts (1999)      | Platzierung |
| ------------------------------ | ----------- |
| Vereinigte Staaten (Billboard) | 16          |

### Auszeichnungen für Musikverkäufe
| Land/Region                  | Auszeichnungen für Musikverkäufe (Land/Region, Auszeichnung, Verkäufe) | Verkäufe  |
| ---------------------------- | ---------------------------------------------------------------------- | --------- |
| Australien (ARIA)            | Gold                                                                   | 35.000    |
| Vereinigte Staaten (RIAA)    | Platin                                                                 | 1.000.000 |
| Vereinigtes Königreich (BPI) | Silber                                                                 | 200.000   |
| Insgesamt                    | 1× Silber · 1× Gold · 1× Platin ·                                      | 1.235.000 |

Hauptartikel: Céline Dion/Auszeichnungen für Musikverkäufe

## Coverversionen
- 2018: Viola Tami feat. Silvio d’Anza (Album: Lachner Wiehnachts-Zauber)[17]